# Ceraphron depressus
Ceraphron depressus är en stekelart som beskrevs av Paul Dessart 1975. Ceraphron depressus ingår i släktet Ceraphron och familjen pysslingsteklar. Inga underarter finns listade i Catalogue of Life.